# جون موريل أوينس
جوان موريل أوينز
30 يونيو 1933
ميامي ، فلوريدا ، الولايات المتحدة
25 مايو 2011 (77 سنة)
واشنطن العاصمة.
المواطنة➞ الولايات المتحدة
الامريكيه
دراستها:
جامعة فيسك
جامعة ميشيغان
جامعة جورج واشنطن
معروف ب➞
علم الأحياء البحرية
مهنة علمية
المجالات
المؤسسات➞
جامعة هوارد
كانت جوان موريل أوينز (بالإنجليزية: Joan Murrell Owens)‏ (30 يونيو 1933 - 25 مايو 2011) معلمة أمريكية وعالمة أحياء بحرية متخصصة في الشعاب المرجانية . حصلت على درجات علمية في الجيولوجيا والفنون الجميلة والاستشارات الإرشادية. وصفت جنسًا جديدًا ،داء المقلبات ، وثلاثة أنواع جديدة من المرجان الزر ، R. niphada ، R. Squiresi ، و Letepsammia franki .

## النشأة والأسرة
ولدت جوان موريل في 30 يونيو 1933 في ميامي بفلوريدا إلى ويليام وليولا موريل. كانت أصغر بناتهم الثلاث. كان والدها طبيب أسنان. بتشجيع من والديها ، أصبحت جوان ، منذ سن مبكرة ، مهتمة بحياة المحيطات ، وفي دراسة علم الأحياء البحرية بشكل احترافي. كان والدها صيادًا نشيطاّ أخذ زوجته وابنتيه في رحلات الصيد في عطلة نهاية الأسبوع ، حيث أصبح أوينز مهتمًا بالحياة البحرية. كان أحد كتبها المفضلة The Silent World من تأليف جاك كوستو . تخرج مولر من مدرسة ميامي بوكير تي واشنطن الثانوية في عام 1950 وحصل على منحتين ، واحدة من شركة بيبسي كولا وسارة مالوني (منحة دراسية) في جامعة فيسك. دخلت جوان جامعة فيسك عام 1950. دعمت المنح جزءًا من تعليمها مع دفع والدها الجزء الأكبر من دروسها. ومع ذلك ، لم تقدم الجامعة برنامجًا في علوم البحار. بدلاً من ذلك ، تخصصت في الفنون الجميلة وحصلت على شهادتها في عام 1954 ؛ كان دراستها الرياضيات وعلم النفس. للدراسات العليا ، دخلت موريل جامعة ميشيغان بنية دراسة الفن التجاري ، لكنها غيرت تركيزها. حصلت على درجة الماجستير في الاستشارة الإرشادية مع التركيز على علاج القراءة عام 1956م.

## التدريس والبحث
درست جوان موريل لمدة عامين في مستشفى الطب النفسي للأطفال بجامعة ميشيغان ، ثم انضمت إلى كلية جامعة هوارد في واشنطن العاصمة عام 1957 ، حيث تخصصت في تدريس اللغة الإنجليزية العلاجية . في الستينيات ، انتقلت إلى نيوتن ، ماساتشوستس . أثناء وجودها في معهد الخدمات التعليمية ، صممت برامج لتدريس اللغة الإنجليزية للطلاب المحرومين من الناحية التعليمية. كان هذا العمل بمثابة نموذج لبرنامج Upward Bound التابع لوزارة التعليم الأمريكية .
عادت إلى واشنطن. مع اهتمام متجدد بالبيولوجيا البحرية ، وبتشجيع من صديقتها وزميلها فيليب موريسون ، دخلت جامعة جورج واشنطن في عام 1970. بما أن هذه المؤسسة لم يكن لديها برنامج جامعي في العلوم البحرية ، فقد بنت ما يعادلها مع تخصص في الجيولوجيا وقاصر في علم الحيوان . حصلت على درجة البكالوريوس في الجيولوجيا عام 1973 وعلى درجة الماجستير عام 1976. واصلت العمل نحو الدكتوراه ، وعادت إلى هوارد كأستاذ للجيولوجيا في عام 1976. لأن أوينز لديها سمات فقر الدم المنجلي ، كان بحثها محدودًا بسبب عدم قدرتها على الغوص تحت الماء للبحث عن عينات. بدلاً من ذلك ، قامت بمشروع مختبري في معهد سميثسونيان ، حيث عملت مع عينات مرجانية جمعتها بعثة بريطانية في عام 1880. بحث الدكتوراه الخاص بها يتعلق بأنواع معينة من المرجان في أعماق البحار ، وهي مجموعة من الشعاب المرجانية الصخرية التي تتميز بكونها لا تشكل مستعمرات . كانت أطروحتها بعنوان «التغيرات المجهرية في العائلات المصلبة Micrabaciidae والفطريات وآثارها التصنيفية والبيئية». حصلت على درجة الدكتوراه من جامعة جورج واشنطن عام 1984م.
الآن تنشر باسم Joan Murrell Owens ، واصلت عملها المختبري في سميثسونيان ، وتصنيف ودراسة مرجان الأزرار ، بينما تتقدم إلى رتبة أستاذ مشارك في قسم الجيولوجيا والجغرافيا في جامعة هوارد عام 1986. وصفت الجنس الجديد داء المقلبات ونوعيه في عام 1986م ، وأضافت نوعًا جديدًا إلى جنس Letepsammia في عام 1994م، حيث سميت L. franki لزوجها ، Frank A. Owens. كلا النوعين في عائلة Micrabaciidae .
انتقلت جوان أوينز إلى قسم الأحياء في هوارد عام 1992م عندما تم التخلص التدريجي من قسم الجيولوجيا والجغرافيا ، وتقاعد من العمل بدوام كامل في عام 1995م.

## وفاتها
توفيت جوان أوينز في 25 مايو 2011.

## منشورات مختارة
- Owens، Joan Murrell (4 يونيو 1986). "Rhombopsammia, a New Genus of the Family Micrabaciidae (Coelenterata: Scleractinia)". Proceedings of the Biological Society of Washington. ج. 99 ع. 2: 248–256. مؤرشف من الأصل في 2015-04-11.
- Owens، Joan Murrell (17 أكتوبر 1986). "On the Elevation of the Stephanophyllia Subgenus Letepsammia to Generic Rank (Coelenterata: Scleractinia: Micrabaciidae)". Proceedings of the Biological Society of Washington. ج. 99 ع. 3: 486–488. مؤرشف من الأصل في 2015-04-11.
- Owens، Joan Murrell (30 ديسمبر 1994). "Letepsammia franki, a New Species of Deep-Sea Coral (Coelenterata: Scleractinia: Micrabaciidae)". Proceedings of the Biological Society of Washington. ج. 107 ع. 4: 586–590. مؤرشف من الأصل في 2016-03-06.